# 미요시 에리카
미요시 에리카(三好繪梨香, 1984년 11월 8일~ )는 전 헬로! 프로젝트의 일원이며, 전 비유덴의 멤버였다. 애칭은 에리카짱, 미-요 등이다. 홋카이도삿포로시테이나 구 출신이다. 현재는 아이도 있는 애엄마이다. 가끔은 인스타그램에서 오카다 유이와 만난소식을 전한다.

## 특징
- 액터즈 스튜디오 본교 출신.
- 겉모습과는 달리, 천연 보케인 점이 있다. 하지만, 때로 다른 멤버에게 츳코미를 던지는 일도 있어서, 비유덴에선 (팬의 투표로) ‘츳코미 담당’이 되었다.
- 밤 산책을 좋아해서, 근처 공원 등에 가면, 비둘기나 박쥐가 몰려들거나 하기 때문에, 이름을 붙여서 친구가 된 것처럼 생각하고 있다. 이 때문에 주변에서는 정말로 걱정하기도 했다.
- 왠지 눈싸움에는 약하다. 비유덴의 멤버인 오카다 유이와 자주 대결하지만, 곧 지고 만다.
- 혼자 살면서 자취를 했기 때문에, 요리를 잘한다. 대체로 솜씨좋게 만든다고 한다.
- 섬게를 먹지 않고 싫어한다. 부모님이 집을 비웠을 때, 가시를 보고 기분이 나빠진 것이 이유. 그리고, 이쿠라도 싫어한다.
- 안토니오 이노키의 흉내를 잘 낸다.
- 오빠와 남동생이 있다. 참고로 남동생은 두 명. 그 때문인지 ‘말괄량이’ 같은 소녀시대를 보냈다.
- 본인은 아빠를 닮았다고 한다.
- 근시라서 시력이 나쁘며, 보통은 콘택트 렌즈를 끼고 있다. 또 안경도 학생일때부터 끼고 있지만, 귀의 높이가 달라서 비뚤어지게 보인다고 한다(2006년 12월 8일 방송의 beauty hour21에서.).
- 성격은 기본적으로 깔끔하며, ‘혹시 남자라면 인기가 있다’라고 들을 정도. 하지만, 가족 생각에 눈물을 잘 흘리며, ‘신경쓰인다’라고 한다.
- 학생일 때 클럽 활동은, 해체 클럽을 자기 스스로 만들어, 세탁기나 자전거 등의 대형 쓰레기를 처음으로 해서 다양한 물건을 해체해 봤다.
- 부활은 테니스부로, 웨어 모이기를 취미로 했던 일이 있다.
- 모닝구무스메 추가 오디션(제2기), LOVE 오디션 21(제5기)에 응모했으나, 낙선.
- 백 스테이지 등에서 다른 헬로! 프로젝트 멤버에게 강렬한 스킨십을 하는 일이 많아서, 일부의 팬 사이에선 위의 애칭 이외에 ‘에로카’라고 하는 (별로 감사하지는 않지만) 호칭으로도 불리고 있다.
- 2006년 1월~2007년 12월까지「헬로! 프로젝트 원더풀 하츠」의 최연장자였다(2007년 12월에 엘더클럽으로 이적했기 때문에, 예외로 하게 되었다. 참고로 현재 최연장자는 모닝구무스메의 미치시게 사유미).
- 2006년 신춘 개최의「Hello! Project 2006 Winter ～원더풀 하츠～」에서 의상에 붙은 번호는 34(미요시의 '미요'에서.). 메트로래비츠 H.P.의 등번호도 34로, 같은 해 가을의 투어에서 판매된 공식 상품인 머플러 타올에도 '三十四'의 글자가 있었고, 오피셜 사이트의 상품 판매란에도 '34는 미요시의 번호'라고 기재되었다.
- 현재는 결혼해서 아이엄마가 됐다.

## 친구
- 다나카 레이나, 콘노 아사미

## 약력
1995년
- 7월 13일 - 가수가 되겠다고 결심함. 이 날은 현재에도 본인의 기념일이 되어 있다.

2003년
- 8월 -「헬로! 프로젝트 신유닛 오디션」에 합격(이 오디션 유일의 합격자).

2004년
- 8월 - 당시 모닝구무스메 멤버 이시카와 리카,「하로프로 에그 오디션 2004」합격자 오카다 유이와 같이 비유덴 결성.
- 9월 - 비유덴의 데뷔곡「사랑의 껍질(恋のヌケガラ)」가 발매됨.

2006년
- 1월 - 킥 베이스볼 팀「메트로래비츠 H.P.」에 입단.

2008년
- 6월 29일 - 비유덴 콘서트 투어 2008 초여름 미용전설V~최종전설~의 공연을 마지막으로 비유덴 해산. 이후는 솔로로서 무대 등에서 활동한다고 발표되었다.

2009년
- 3월 31일 - 헬로! 프로젝트 졸업.

2012년
- 2월 12일 - 업프런트 에이전시 (현 업프런트 프로모션) 삿포로 지사에 소속하는 것, 풋살 팀「삿포로 체르비즈」의 일원으로서 활동해 나가는 것이 발표되었다[2].

2013년
- 4월 9일 - 결혼한 것을 발표[3].

## 소속 유닛
- 비유덴 (2004년 - 2008년)
- 셔플 유닛
  - H.P.올스타즈 (2004년)
- 메트로래비츠 H.P. (2006년 - )
- 리본 일레븐 (2011년)
- 삿포로 체르비즈 (2012년 - )

## 같이 보기
- 헬로! 프로젝트